# Référendum présidentiel kazakh de 1995
Le référendum présidentiel kazakh de 1995 est un référendum ayant eu lieu le 29 avril 1995 au Kazakhstan. Il vise à étendre le mandat du président Noursoultan Nazarbaïev. Il a eu une participation de 95,5 % et a été approuvé à 91,2 %.